# Tavrus
Tavrus ou Tavros (en arménien Տավրուս ;) est une communauté rurale du marz de Syunik en Arménie. En 2008, elle compte 89 habitants.